# Fédération des médecins omnipraticiens du Québec
La Fédération des médecins omnipraticiens du Québec (FMOQ) est un syndicat professionnel représentant l'ensemble des médecins omnipraticiens du Québec. La FMOQ compte plus de 9 500 membres et sa mission consiste à veiller aux intérêts professionnels et scientifiques de ses membres et à promouvoir la médecine familiale. La FMOQ vise également à améliorer les conditions d'exercice des médecins tout en tenant compte du mieux-être de la population.
La Fédération regroupe 19 associations à travers le Québec. Celles-ci ont pour rôle d'informer et de représenter les médecins omnipraticiens de leur région ou de leur lieu de pratique (CLSC, établissements psychiatriques) tout en leur offrant des activités de formation.